# Coolia

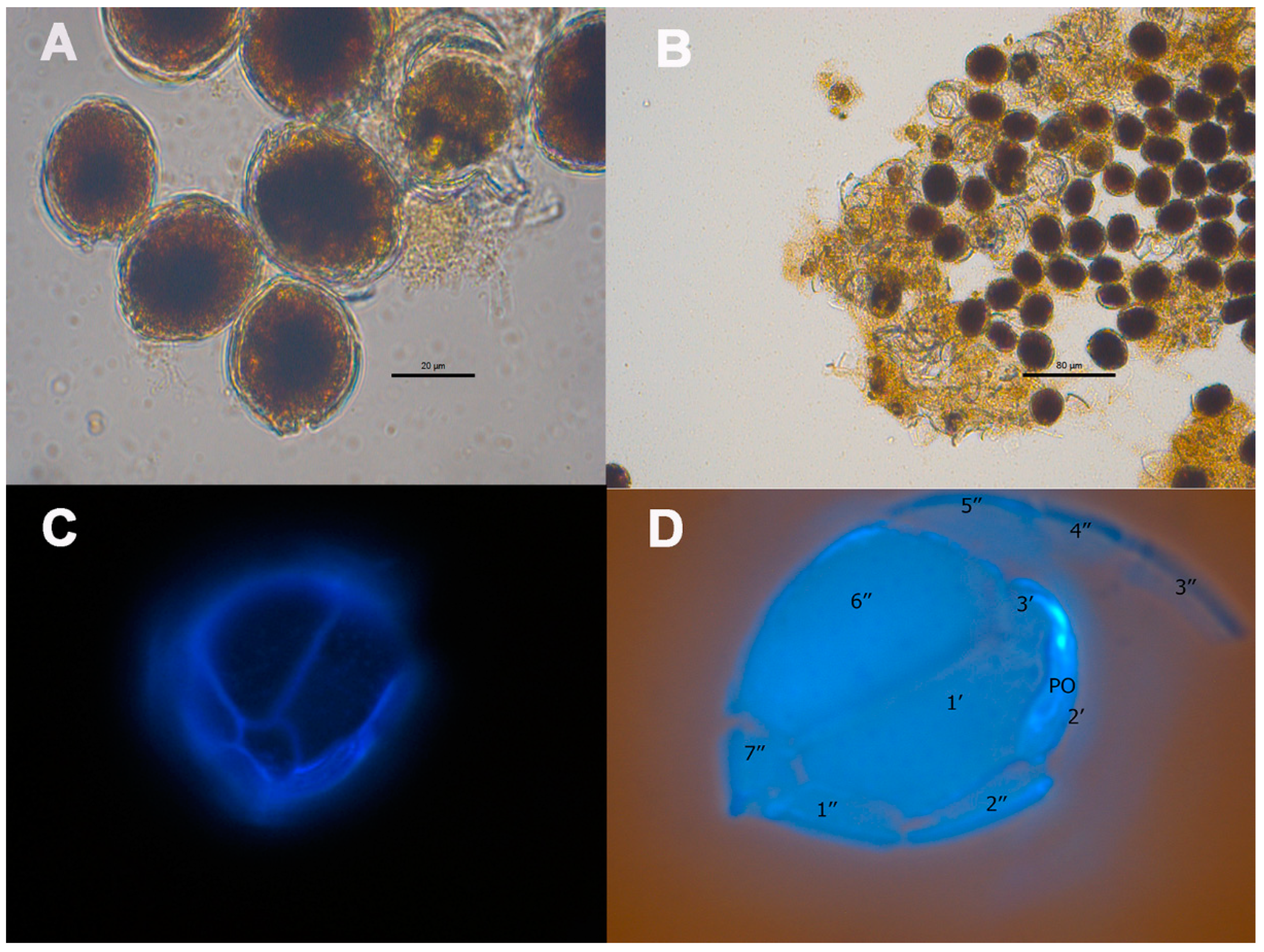
Vegetative Zellen von C. monotis (Stamm CMON15), beobachtet mit verschiedenen Färbeverfahren und unter verschiedenen Umständen. Po: Porenplatte.

Coolia ist eine Gattung mariner Dinoflagellaten aus der Familie Ostreopsidaceae. Sie wurde erstmals 1919 von Alphonse Meunier beschrieben.
Derzeit gibt es mindestens sieben identifizierte Arten, die weltweit in tropischen und gemäßigten Küstengewässern verbreitet sind.
Coolia ist ein benthischer oder epiphytischer Einzeller: Coolia-Zellen können an Sedimenten oder anderen Organismen haften, sie sind aber nicht auf diese Substrate beschränkt, sondern können auch in frei beweglicher Form in der Wassersäule vorkommen.
Der Lebenszyklus von Coolia umfasst ein ungeschlechtliches Stadium, in dem sich die Zelle durch binäre Spaltung teilt, und ein geschlechtliches Stadium, in dem Zysten gebildet werden.
Einige Arten, z. B. C. tropicalis und C. malayensis, produzieren Toxine. Diese können beim Menschen durch Verzehr kontaminierter Muscheln zu Muschelvergiftungen führen.

## Beschreibung

### Morphologie

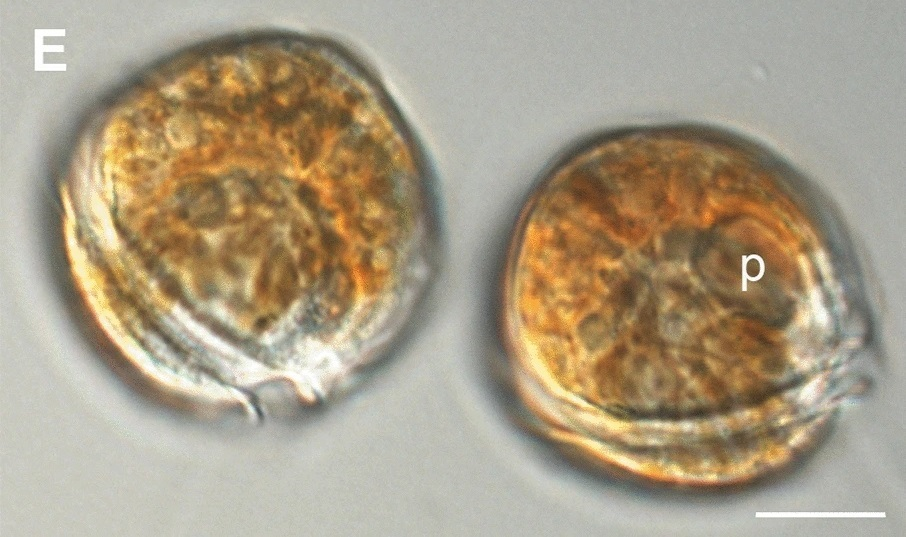
LM-Aufnahme von C. malayensis (Stamm C6C1). Zwei kugelförmige Exemplare, die kugelförmige Zellform zeigend. p: Pusule, Balken: 10 µm.

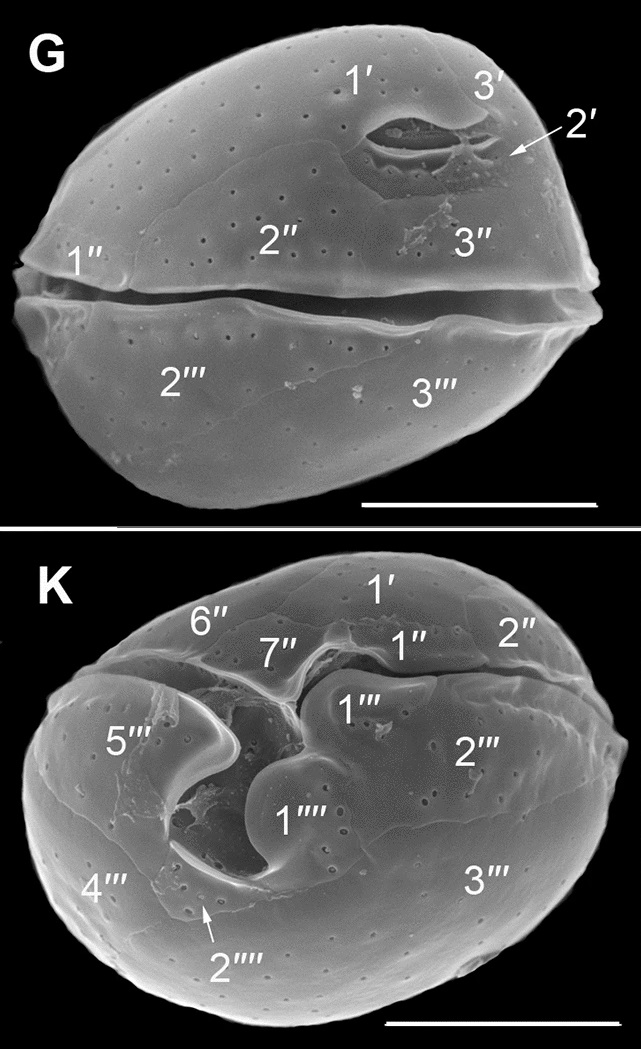
REM-Aufnahme von C. malayensis (Stamm C6C1) mit Darstellung der Thecalplatten.

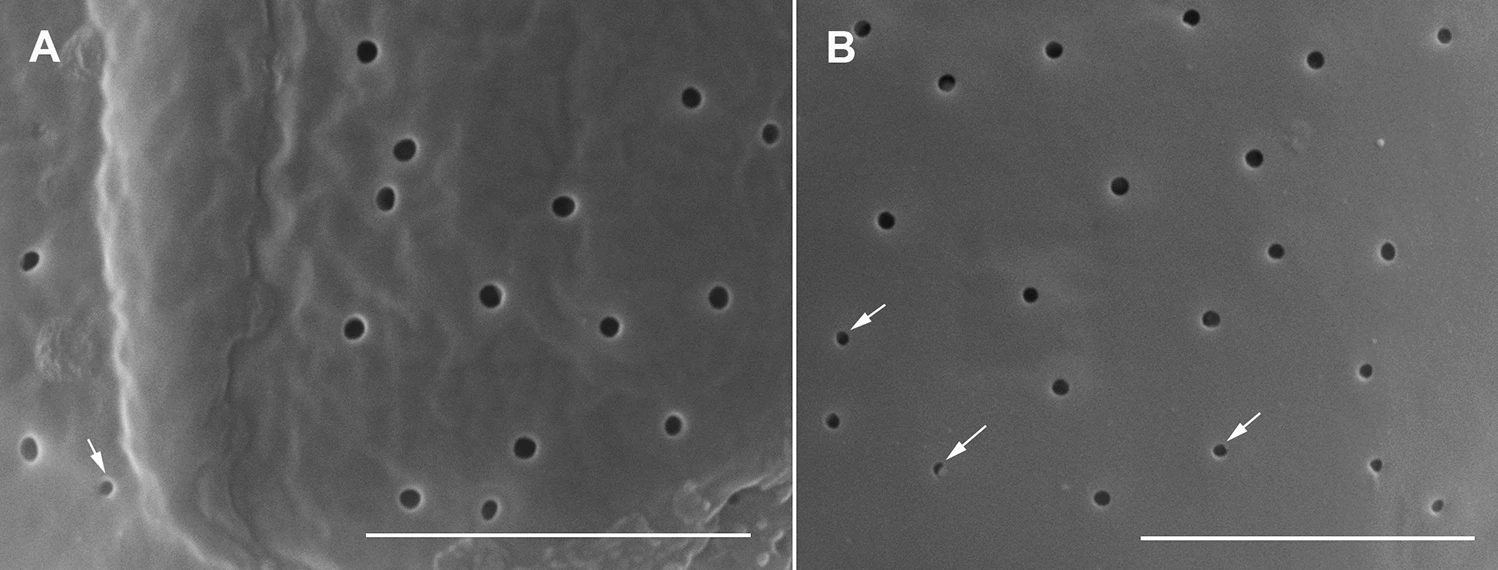
Die REM-Aufnahmen von C. malayensis (Stamm C6C1) zeigen die Thecalporen. (A) Keine Poren im Bereich der Plattenüberlappung, (B) große und etwas kleinere Poren (Pfeile).

Coolia hat kleine kugelförmige Zellen und ist anteroposterior (von vorne nach hinten) leicht zusammengedrückt.
Die Zellgröße variiert je nach Art, die Länge beträgt aber typischerweise zwischen 23 und 50 μm, die Breite 21 bis 45 μm.
Coolia-Zellen zeichnen sich durch eine runde Hypotheca aus, die größer ist als ihre runde Epitheca.
Die Thecaloberfläche von Coolia ist durch Platten bedeckt, die ein unregelmäßiges Muster aufweisen und unterschiedlich groß sind.
Bei den meisten Arten enthält die Thecaloberfläche sog. Interkalbänder (englisch intercalary bands). Sie ist glatt und mit großen Thecalporen bedeckt, die rund bis eiförmig sind.
Ein weiteres Identifikationsmerkmal von Coolia ist eine dezentrierte Platte auf der Epitheca, die einen sog. apikalen Porenkomplex (englisch apical pore complex, APC) mit einer sehr langen und etwas gebogenen Pore enthält, die einen Schlitz mit zwei Costae („Rippen“) aufweist.
Diese apikale Pore ist aufgrund ihrer Größe ein oft sichtbares auffälliges Merkmal.
Coolia hat außerdem eine ellipsenförmige ventrale Pore.
In der Dorsalansicht der Zelle ist das (äquatorial gelegene) gelippte Cingulum (Querfurche, Gürtel) zu sehen. Das Cingulum ist schmal und weist auf der Innenseite runde Poren mit glatten Rändern auf.
Außerdem gibt es Randporen, die das gelippte Cingulum umgeben.
Coolia hat auch einen schmalen Sulcus (Längsfurche), der am hinteren Ende relativ kurze Längsgeißeln enthält.
Coolia ist aufgrund von goldbraunen scheibenförmigen (discoiden) Chloroplasten photosynthetisch aktiv.
Die Zellen enthalten nur einen Kern mit kondensierten Chromosomen in dem von der Hypotheca bedeckten Teil (auch Hypocon genannt).

### Lebenszyklus
Coolia hat einen asexuellen und einen sexuellen Lebenszyklus.
Man nimmt an, dass unter nährstoffarmen, lichtarmen oder kalten Bedingungen eine sexuelle Fortpflanzung eingeleitet werden kann, die zur Bildung einer Ruhezyste führt.
Die Zellen teilen sich ungeschlechtlich durch binäre Spaltung (Schizotomie).
Der Teilungsprozess beginnt damit, dass sich der (einzig) Kern der Mutterzelle mit seinen kondensierten Chromosomen ausdehnt und sich zwei Kerne parallel zueinander entwickeln. Bevor sie sich völlig voneinander lösen bleiben die Tochterzellen noch für etwa 12–24 Stunden aneinander haften. Die Verdopplungszeit von Coolia beträgt insgesamt etwa 3–4 Tage.
Die geschlechtliche Fortpflanzung beginnt in der Population mit der Bildung von Gameten; dies ist ein irreversibler Übergang.
Die Gameten bewegen sich schnell umher und richten sich dann seitlich aus, sodass sich Gametenpaare bilden, deren  Cingulum (Gürtel) und Sulcus einander berühren und eine Befruchtungsbrücke (engl. fertilization bridge) bilden.
Es entsteht so eine Planozygote: die Zellen bewegen sich nun nicht mehr und es verschwindet die Befruchtungsbrücke, damit schließlich die beiden Kerne miteinander verschmelzen können (Karyogamie).
Anschließend beginnt sich die Theca zu entwickeln und die Zelle wird wieder beweglich.
Die entwickelte Zyste enthält einen einzigen Kern, der einen Großteil des Volumens der Zelle ausmacht.
Dieses diploide Stadium wird durch eine Meiose beendet, wodurch wieder haploide Zellen entstehen.
Es wird angenommen, dass der sexuelle Lebenszyklus etwa zwei Monate dauert.

### Genetik
Die phylogenetische Analyse verschiedener Abschnitte der ribosomalen DNA (rDNA) spricht für separate  Gattungen Ostreopsis und Coolia. So spricht etwa die Analyse von Sequenzalignments der 5.8S-rDNA-ITS von europäischen und asiatischen Isolaten für unterschiedliche Linien von Ostreopsis und Coolia:
die Ostreopsis-Linien aus Eurasien sind genetisch isoliert und getrennt von den dortigen Coolia-Linien.
Dies deutet darauf hin, dass sich die Linien von Ostreopsis und Coolia unabhängig voneinander entwickelt haben.
Darüber hinaus zeigt die Analyse der LSU-rDNA-Daten, dass alle Coolia-Arten untereinander einen jüngeren gemeinsamen Vorfahren haben als mit Ostreopsis, und umgekehrt die Ostreopsis-Arten untereinander einen jüngeren gemeinsamen Vorfahren haben als mit Coolia.

## Habitat und Ökologie
Coolia kommt weltweit in küstennahen Meeresregionen sowohl in gemäßigten als auch in tropischen Bereichen vor.
Alleine die Typusart C. monotis selbst hat ein großes Verbreitungsgebiet und kommt in tropischen, subtropischen und gemäßigten Regionen vor; andere Arten wie C. areolata und C. tropicalis haben dagegen ein begrenzteres Verbreitungsgebiet und kommen typischerweise in tropischen Regionen vor.
Coolia ist ein in der Regel benthischer Organismus und kann sich an sandige Substrate, Korallen oder Seetang (Makroalgen aus der Gruppe der Braunalgen oder Rotalgen) anheften.
Darüber hinaus kann Coolia auch als planktonischer Organismus auftreten und Blüten in der Wassersäule bilden.
Coolia bildet vor allem in tropischen Regionen Lebensgemeinschaften mit Gambierdiscus toxicus, daher werden sie oft fälschlicherweise als Verursacher von Ciguatera-Vergiftungen bezeichnet. Tatsächlich wird Ciguatera durch Gambierdiscus toxicus verursacht, nicht durch Coolia-Arten.

## Bedeutung für den Menschen
Coolia gilt als eine giftige (toxische) Dinoflagellaten-Gattung.
Jedenfalls sind einige der Arten sind dafür bekannt, dass sie giftig sind und schädliche Algenblüten (englisch harmful algal blooms, HABs) verursachen, die für die menschliche Gesundheit potenziell bedenklich sind.
Insbesondere gehören zu den von ihnen produzierten Giften die Yessotoxine.
Zu den bekannterweise toxinproduzierenden arten gehören C. tropicalis, C. malayensis, C. santacroce und C. palmyrensis. Auch andere Arten der Gattung könnten möglicherweise Toxine produzieren.

## Systematik
Die Gattung Coolia wurde von Alphonse Meunier (1919) als eigenständige und damals monospezifische – nur eine Art (Spezies) enthaltende – Gattung erstbeschrieben. Die einzige identifizierte Art war damals Coolia monotis, die in den Gewässern und Austernbänken um Nieuwpoort, Belgien, entdeckt wurde.
Da Coolia und Ostreopsis ähnliche Muster auf der Epitheca aufweisen, wurde Coolia monotis zwischen 1928 und 1956 wurde Coolia monotis als Ostreopsis monotis in die Gattung Ostreopsis innerhalb der gemeinsamen Familie Ostreopidaceae gestellt.
Im Jahr 1956 wurde die Art jedoch aufgrund deutlicher Unterschiede in der Hypotheca wieder in ihre eigenen Gattung Coolia reklassifiziert.
Coolia monotis blieb die einzige Art in der Gattung Coolia bis 1995, als Coolia tropicalis beschrieben wurde.
Im Jahr 2000 wurde dann Coolia areolata beschrieben, 2008 folgte Coolia canariensis. beschrieben, 2010 Coolia malayensis und 2015 Coolia santacroce und Coolia palmyrensis.
Artenliste (Stand 9. Oktober 2024):
Gattung Coolia Meunier, 1919(A,N,W)
- Coolia areolata L. Ten-Hage, J. Turquet, J. P. Quod & Couté, 2000(A,W)[8]
- Coolia canariensis S. Fraga, 2008(A,N,W)[17]
- Coolia guanchica David, Laza-Martínez, Rodríguez & Fraga, 2019(A,N) bzw. David, Laza-Martínez, Rodríguez, Fraga & Orive, 2019(W) [Coolia sp. HD-2019(N)]
- Coolia malayensis Leaw, P.-T. Lim & Usup, 2001(A,N,W)[14][2][18][19][20]
- Coolia monotis Meunier, 1919(A,N,W) [Ostreopsis monotis (Meunier) Lindemann, 1928(A,W)][9][16][5][4] (Typusart(W))
- Coolia palmyrensis Karafas, C. Tomas & R. York, 2015(A,N,W)[16][18] [Coolia sp. Cp1208-1(N)]
- Coolia santacroce Karafas, Tomas & York, 2015(N,W)[16][18]
- Coolia tropicalis M. A. Faust, 1995(A,N,W)
- Coolia sp. PPM-2011b(N)[10][21][18][20]

Quellen:
(A)W– AlgaeBase
(N)W– Taxonomie des National Center for Biotechnology Information (NCBI)
(W)A– World Register of Marine Species (WoRMS)

## Etymologie
Die Gattung Coolia wurde dem Apotheker M. Cool aus Nieuwpoort, Belgien, benannt, wo die Typusart der Gattung, Coolia monotis, ursprünglich in den Austernbänken entdeckt wurde.
Das Art-Epitheton monotis („Einohr“) verweist auf die nierenförmige Öffnung, die mit einem Ohr gleichgesetzt wird.

## Coolia tropicalis
Die Art Coolia tropicalis wurde erstmals in Belize gefunden und 1995 beschrieben.
Die Zellen dieser Art sind 23–40 μm lang, 25–39 μm breit, der Durchmesser beträgt 35–65 μm (Dorsoventral: über „Rücken“ und „Bauch“ gemessen).
Die Zellen sind annähernd kugelförmig, glatt und mit verstreuten runden Poren bedeckt.
Ihre Epitheca ist kleiner als die Hypotheca.
Die apikale (an der Spitze befindliche) Pore im apikalen Plattenkomplex ist gerade, 7 μm lang. Die Zellen von C. tropicalis unterscheiden sich von denen der Spezies C. monotis durch die keilförmige Platte 1′, eine vierseitige 3'-Platte und eine kürzere apikale Pore.

## Bildergalerie

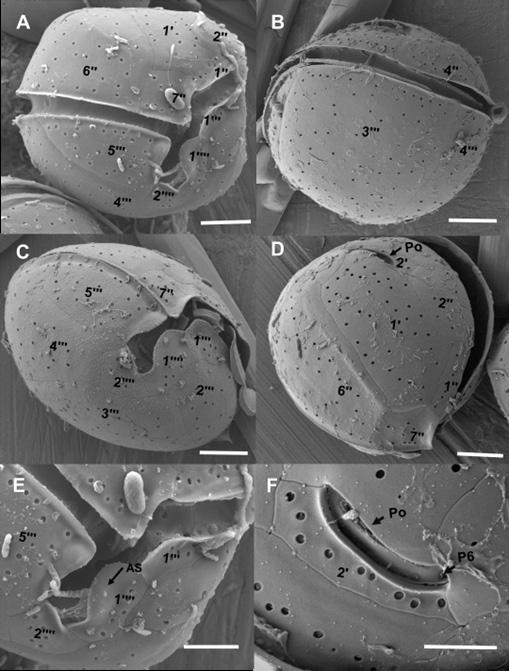
C. malayensis
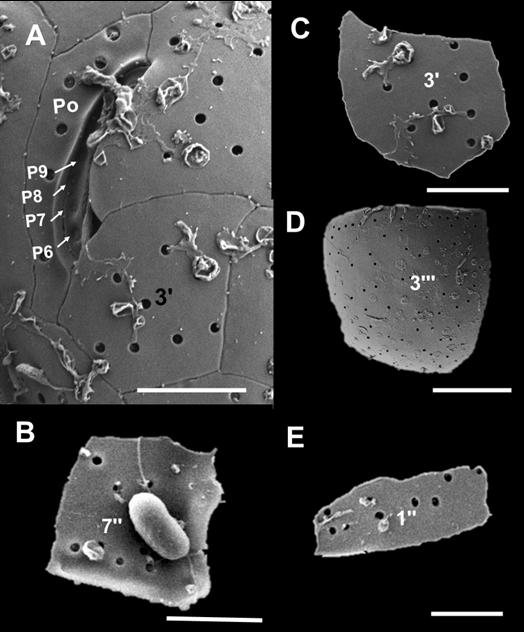
C. malayensis; Detailaufnahmen
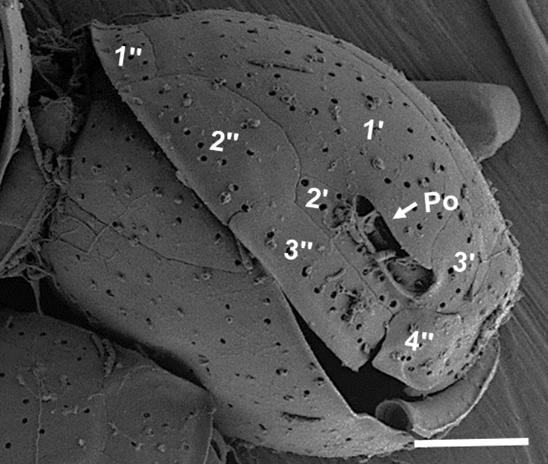
C. malayensis: Apikalpore, angrenzende Platten und einige weitere für die Bestimmung wichtige Platten

LM-Aufnahmen von Zellen der Coolia-Arten
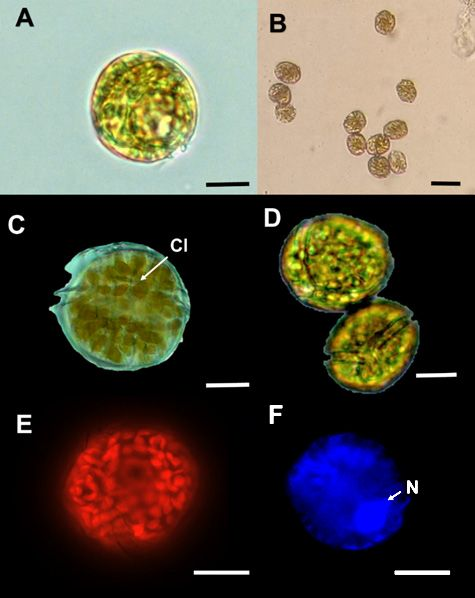
Coolia sp., verschiedene Färb- und Bildgebungsmethoden
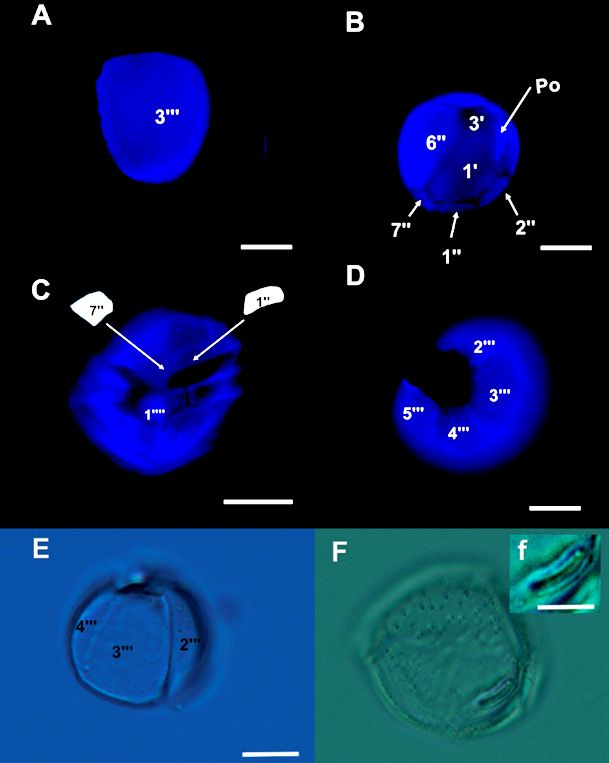
C. malayensis, verschiedene Färb- und Bildgebungsmethoden

REM-Aufnahmen von Zellen der Coolia-Arten
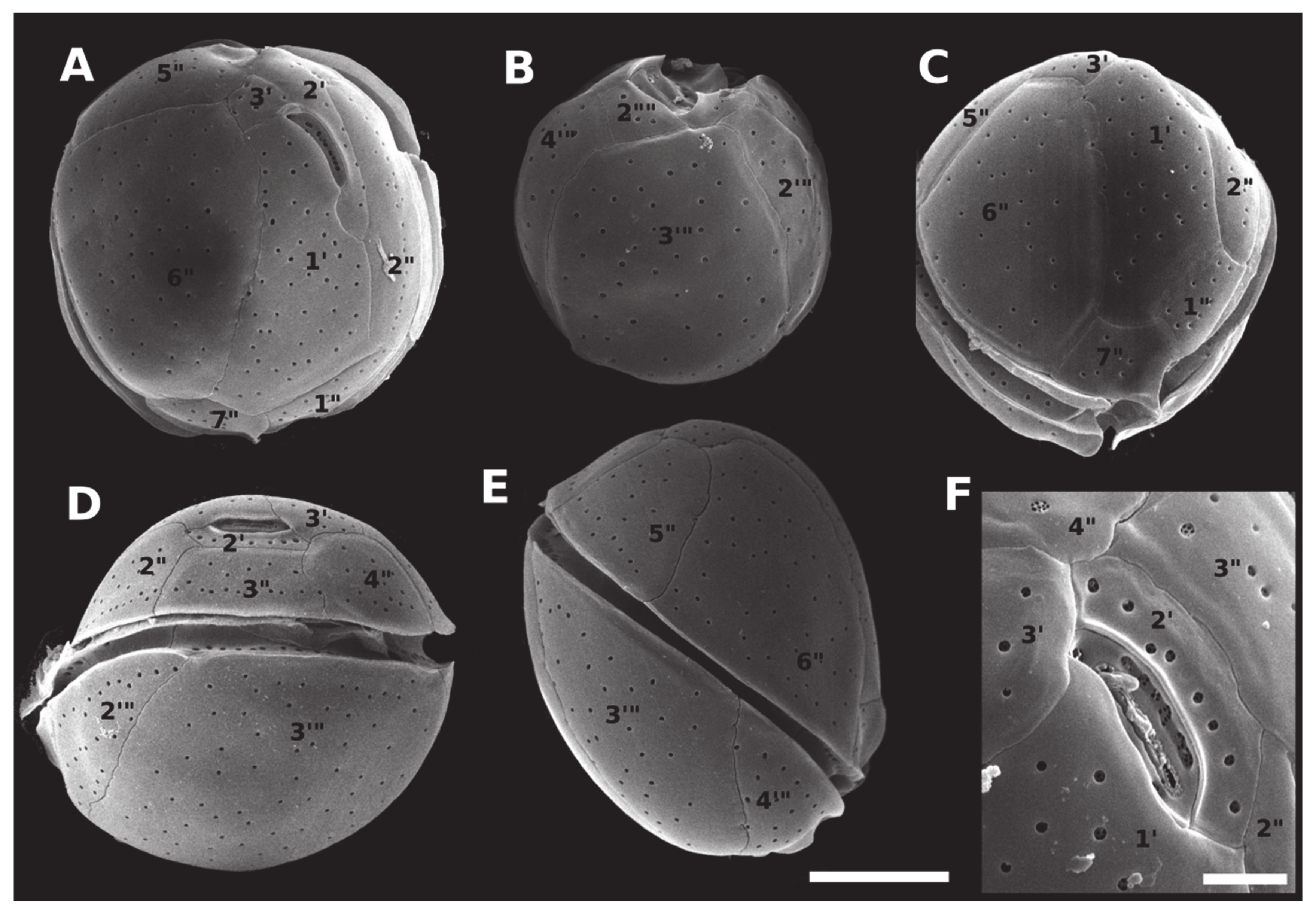
C. santacroce (Stamm LM-113)[T]
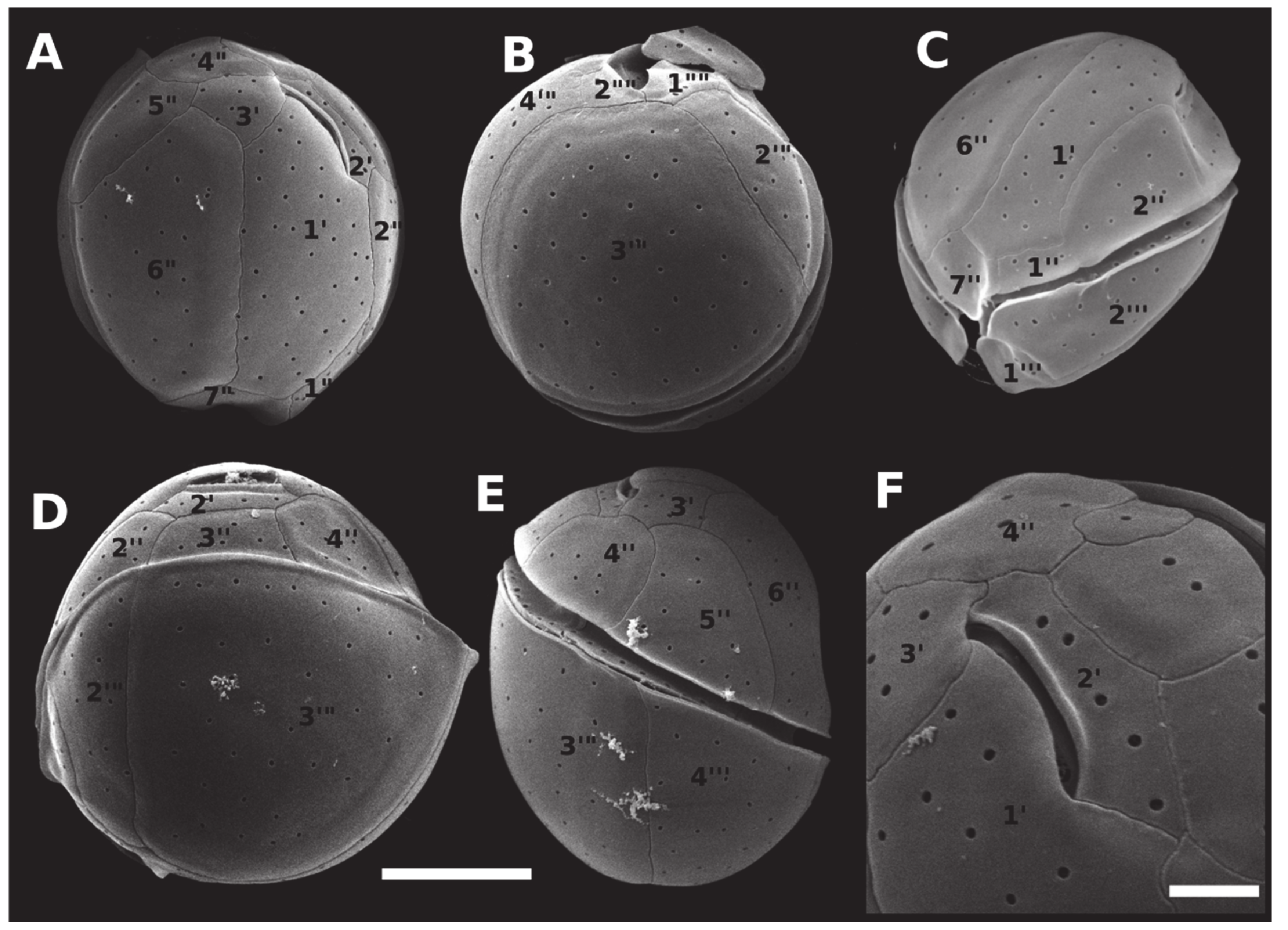
C. palmyrensis (Stamm LM-076)[T]
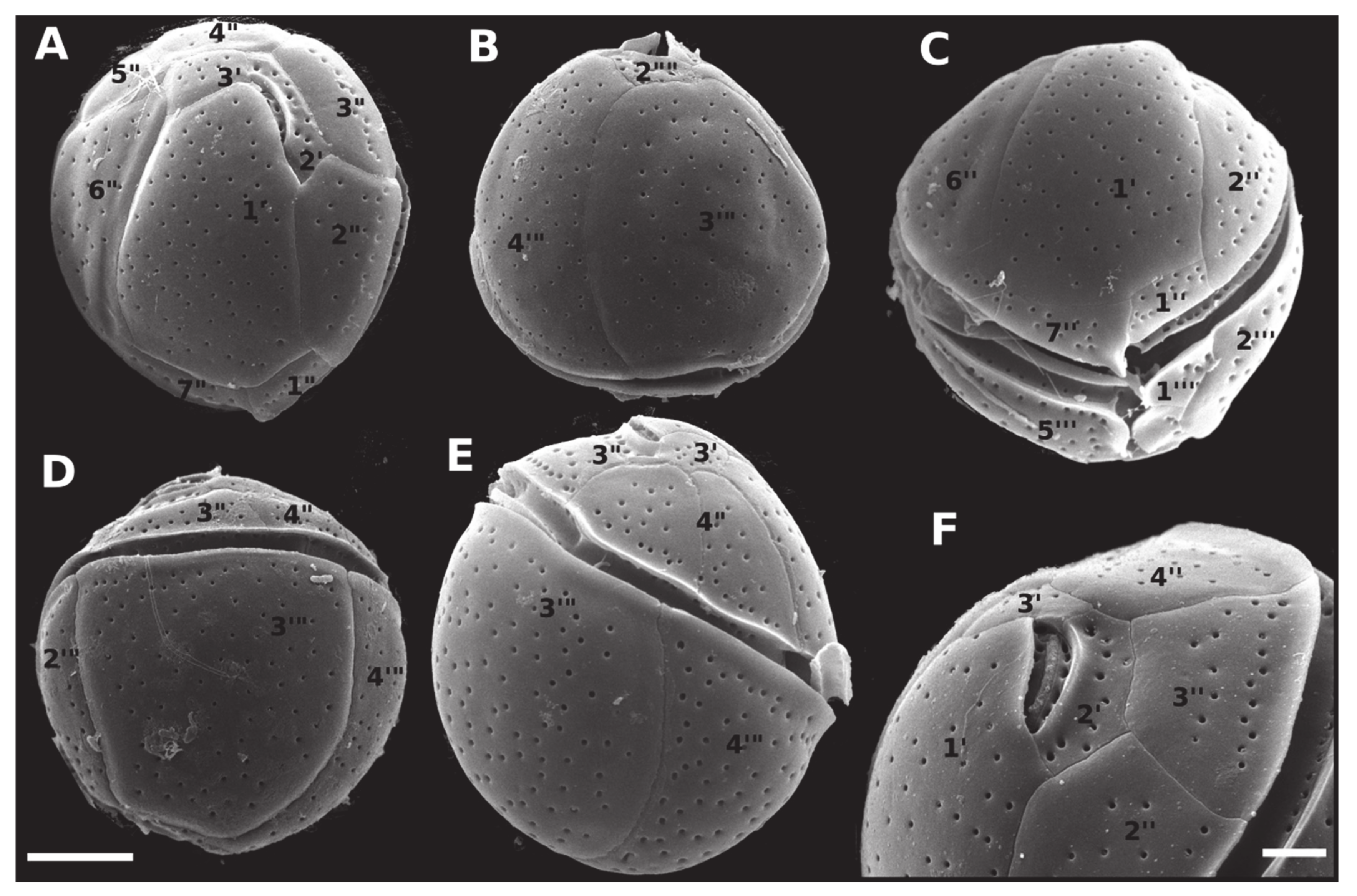
C. tropicalis (Stamm LM-141)[T]
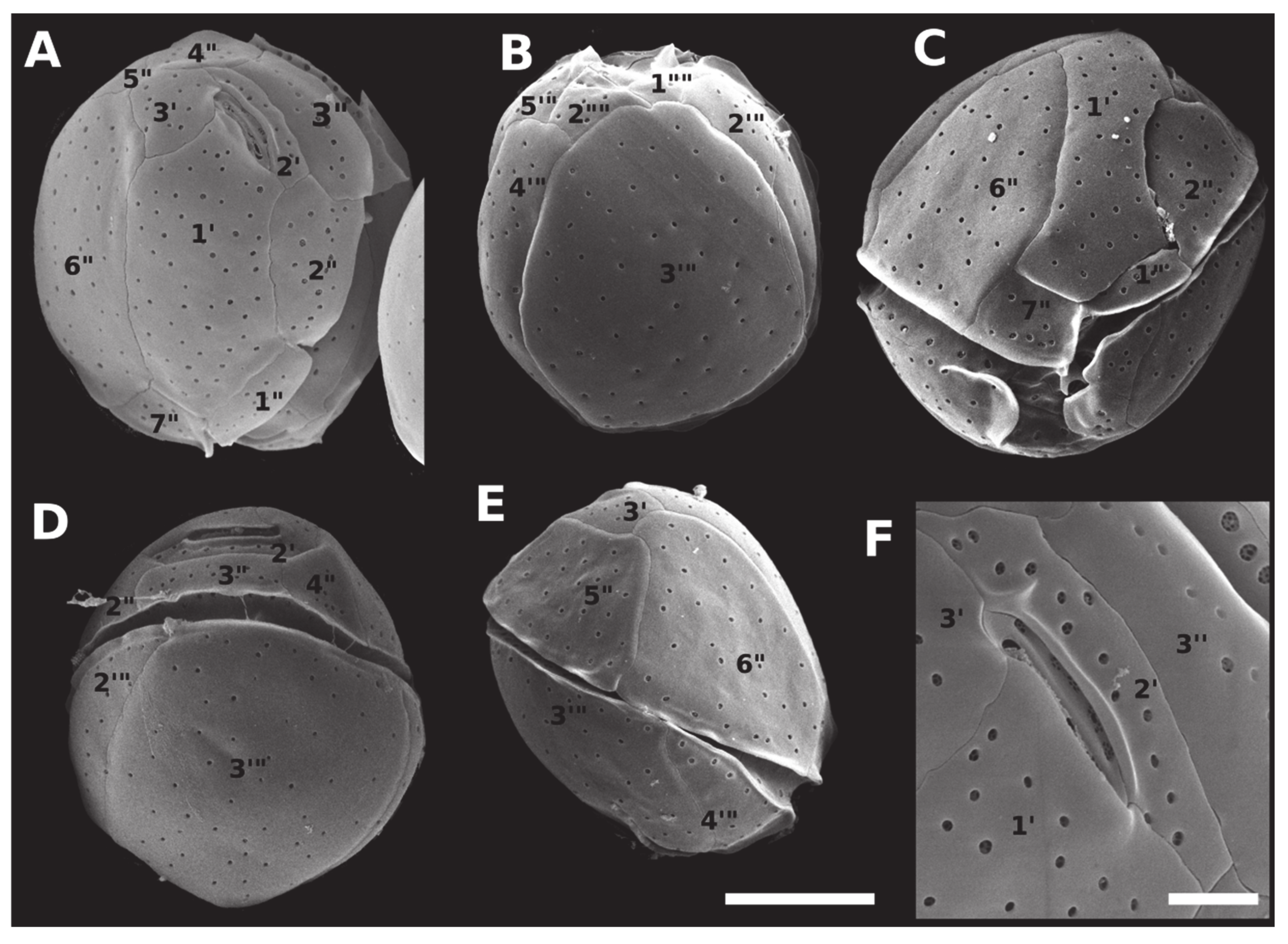
C. malayensis (Stamm LM-036)[T]

- C. malayensis[19]
- C. malayensis; Detailaufnahmen[19]
- C. malayensis: Apikalpore, angrenzende Platten und einige weitere für die Bestimmung wichtige Platten[19]